# Power in the Music
Power in the Music je šestnácté studiové album kanadské rockové skupiny The Guess Who, vydané v červenci roku 1975. Album produkoval Jack Richardson a vyšlo u RCA Records.

## Seznam skladeb
Všechny skladby napsal(i) Burton Cummings a Domenic Troiano. 
| Pořadí | Název                                        | Délka |
| ------ | -------------------------------------------- | ----- |
| 1.     | Coors For Sunday                             |       |
| 2.     | Down and Out Woman                           |       |
| 3.     | Dreams                                       |       |
| 4.     | Power in the Music                           |       |
| 5.     | Rich World / Poor World                      |       |
| 6.     | Rosanne                                      |       |
| 7.     | Shopping Bag Lady                            |       |
| 8.     | When the Band Was Singin' (Shakin' All Over) |       |
| 9.     | Women                                        |       |

## Sestava
- Burton Cummings – klávesy, zpěv
- Garry Peterson – bicí
- Domenic Troiano – kytara
- Bill Wallace – baskytara